# 达维多夫角
达维多夫角（俄语：Мыс Давыдова）或用万岬（日语：／）是捷尔佩尼耶半岛东海岸的海角，属萨哈林州波罗奈区管辖。南临达维多夫湾，东面鄂霍次克海，向南14.5公里是捷尔佩尼耶角，向北9公里是波沃罗特内角。交通不便，难以抵达。